# Coppa Continentale di salto con gli sci
La Coppa Continentale di salto con gli sci (ufficialmente FIS Ski Jumping Continental Cup) è un circuito internazionale di gare di salto con gli sci organizzato annualmente dalla Federazione Internazionale Sci (FIS), a partire dalla stagione 1991/1992.
Essa rappresenta il secondo livello dei circuiti internazionali di salto con gli sci, alle spalle della Coppa del Mondo e davanti a FIS Cup, FIS Race e Alpen Cup.
Dalla stagione 2004/2005 la Coppa è aperta anche alle donne; in quest'ambito è stata il circuito di gara di massimo livello fino all'istituzione della Coppa del Mondo femminile, avvenuta nel 2012.
Nel 2002 è stato introdotto per gli uomini un circuito estivo di Coppa Continentale, la cui classifica però rimane separata rispetto a quella del circuito invernale. L'analogo circuito estivo per le donne è stato introdotto nel 2008.

## Albo d'oro

### Uomini invernale
| Stagione | Vincitore           | Secondo             | Terzo               |
| 1991-92  | Andi Rauschmeier    | Franz Neuländtner   | Remo Lederer        |
| 1992-93  | Franz Neuländtner   | Christian Moser     | Christoph Müller    |
| 1993-94  | Ralph Gebstedt      | Ronny Hornschuh     | Klaus Huber         |
| 1994-95  | Olli Happonen       | Martin Höllwarth    | Risto Jussilainen   |
| 1995-96  | Stein Hendrik Tuff  | Michael Kury        | Hansjörg Jäkle      |
| 1996-97  | Hein-Arne Mathiesen | Simen Berntsen      | Roman Krenek        |
| 1997-98  | Alexander Herr      | Falko Krismayr      | Damjan Fras         |
| 1998-99  | Roland Audenrieth   | Marius Småriset     | Wilhelm Brenna      |
| 1999-00  | Dirk Else           | Georg Späth         | Dennis Störl        |
| 2000-01  | Akseli Lajunen      | Christoph Grillhösl | Lassi Huuskonen     |
| 2001-02  | Michael Neumayer    | Janne Ylijärvi      | Jörg Ritzerfeld     |
| 2002-03  | Stefan Thurnbichler | Morten Solem        | Michael Möllinger   |
| 2003-04  | Olav Magne Dønnem   | Balthasar Schneider | Stefan Kaiser       |
| 2004-05  | Anders Bardal       | Balthasar Schneider | Stefan Thurnbichler |
| 2005-06  | Anders Bardal       | Morten Solem        | Mathias Hafele      |
| 2006-07  | Balthasar Schneider | Morten Solem        | Stefan Thurnbichler |
| 2007-08  | Stefan Thurnbichler | Bastian Kaltenböck  | Lars Bystøl         |
| 2008-09  | Stefan Thurnbichler | Lukáš Hlava         | Christian Ulmer     |
| 2009-10  | David Unterberger   | Michael Hayböck     | Manuel Fettner      |
| 2010-11  | Rok Zima            | Mario Innauer       | Andreas Wank        |
| 2011-12  | Andreas Stjernen    | Kenneth Gangnes     | Michael Hayböck     |
| 2012-13  | Anže Semenič        | Fredrik Bjerkeengen | Matic Benedik       |
| 2013-14  | Manuel Fettner      | Nejc Dežman         | Rok Justin          |
| 2014-15  | Anže Semenič        | Kenneth Gangnes     | Miran Zupančič      |
| 2015-16  | Tom Hilde           | Clemens Aigner      | Karl Geiger         |
| 2016-17  | Clemens Aigner      | Miran Zupančič      | Nejc Dežman         |
| 2017-18  | Marius Lindvik      | Andreas Wank        | David Siegel        |

### Uomini estivo
| Stagione | Vincitore            | Secondo             | Terzo            |
| 2002     | Stefan Pieper        | Kai Bracht          | Rok Benkovič     |
| 2003     | Bine Norčič          | Jure Radelj         | Wolfgang Loitzl  |
| 2004     | Robert Mateja        | Stefan Kaiser       | Jernej Damjan    |
| 2005     | Marcin Bachleda      | Clint Jones         | Anders Bardal    |
| 2006     | Stefan Thurnbichler  | Rok Benkovič        | Primož Pikl      |
| 2007     | Bastian Kaltenböck   | Stefan Thurnbichler | Primož Pikl      |
| 2008     | Daniel Lackner       | Markus Eggenhofer   | Severin Freund   |
| 2009     | Robert Kranjec       | Akseli Kokkonen     | Marcin Bachleda  |
| 2010     | Kamil Stoch          | Jakub Janda         | Andreas Strolz   |
| 2011     | Aleksander Zniszczoł | Peter Prevc         | Andreas Wank     |
| 2012     | Jan Matura           | Wolfgang Loitzl     | Anders Jacobsen  |
| 2013     | Marinus Kraus        | Jakub Janda         | Krzysztof Biegun |
| 2014     | Jakub Wolny          | Cene Prevc          | Miran Zupančič   |
| 2015     | Daniel-André Tande   | Dawid Kubacki       | Maciej Kot       |
| 2016     | Markus Eisenbichler  | Jan Ziobro          | Rok Justin       |
| 2017     | Klemens Murańka      | Tilen Bartol        | Pius Paschke     |
| 2018     | Philipp Aschenwald   | Žak Mogel           | Killian Peier    |

### Donne invernale
| Stagione | Vincitrice         | Seconda           | Terza                      |
| 2004-05  | Anette Sagen       | Lindsey Van       | Daniela Iraschko           |
| 2005-06  | Anette Sagen       | Lindsey Van       | Jessica Jerome             |
| 2006-07  | Anette Sagen       | Ulrike Gräßler    | Lindsey Van                |
| 2007-08  | Anette Sagen       | Daniela Iraschko  | Jacqueline Seifriedsberger |
| 2008-09  | Anette Sagen       | Daniela Iraschko  | Ulrike Gräßler             |
| 2009-10  | Daniela Iraschko   | Ulrike Gräßler    | Anette Sagen               |
| 2010-11  | Daniela Iraschko   | Coline Mattel     | Eva Logar                  |
| 2011-12  | Daniela Iraschko   | Sarah Hendrickson | Maja Vtič                  |
| 2012-13  | Irina Avvakumova   | Julia Kykkänen    | Ramona Straub              |
| 2013-14  | Nina Lussi         | Susanna Forsström | Juliane Seyfarth           |
| 2014-15  | Anette Sagen       | Daniela Iraschko  | Taylor Henrich             |
| 2015-16  | Sabrina Windmüller | Julia Huber       | Anna Odine Strøm           |
| 2016-17  | Joséphine Pagnier  | Luisa Görlich     | Pauline Heßler             |
| 2017-18  | Lidija Jakovleva   | Daniela Iraschko  | Aleksandra Baranceva       |
| 2018-19  | Katra Komar        | Kamila Karpiel    | Elisabeth Raudaschl        |

### Donne estivo
| Stagione | Vincitrice                                       | Seconda                    | Terza                     |
| 2008     | Ulrike Gräßler                                   | Magdalena Schnurr          | Izumi Yamada              |
| 2009     | Ulrike Gräßler                                   | Ayumi Watase               | Melanie Faißt             |
| 2010     | Daniela Iraschko                                 | Jacqueline Seifriedsberger | Coline Mattel             |
| 2011     | Coline Mattel                                    | Sara Takanashi             | Daniela Iraschko          |
| 2012     | Daniela Iraschko Jacqueline Seifriedsberger      |                            | Anja Tepeš                |
| 2013     | Ema Klinec                                       | Line Jahr Jessica Jerome   |                           |
| 2014     | Sara Takanashi                                   | Sarah Hendrickson          | Coline Mattel             |
| 2015     | Line Jahr Ema Klinec Maren Lundby Sara Takanashi |                            |                           |
| 2016     | Lucile Morat                                     | Katharina Althaus          | Julia Huber Ramona Straub |
| 2017     | Kamila Karpiel                                   | Ramona Straub              | Juliane Seyfarth          |
| 2018     | Katharina Althaus                                | Kaori Iwabuchi             | Juliane Seyfarth          |